# 시메이즈 147

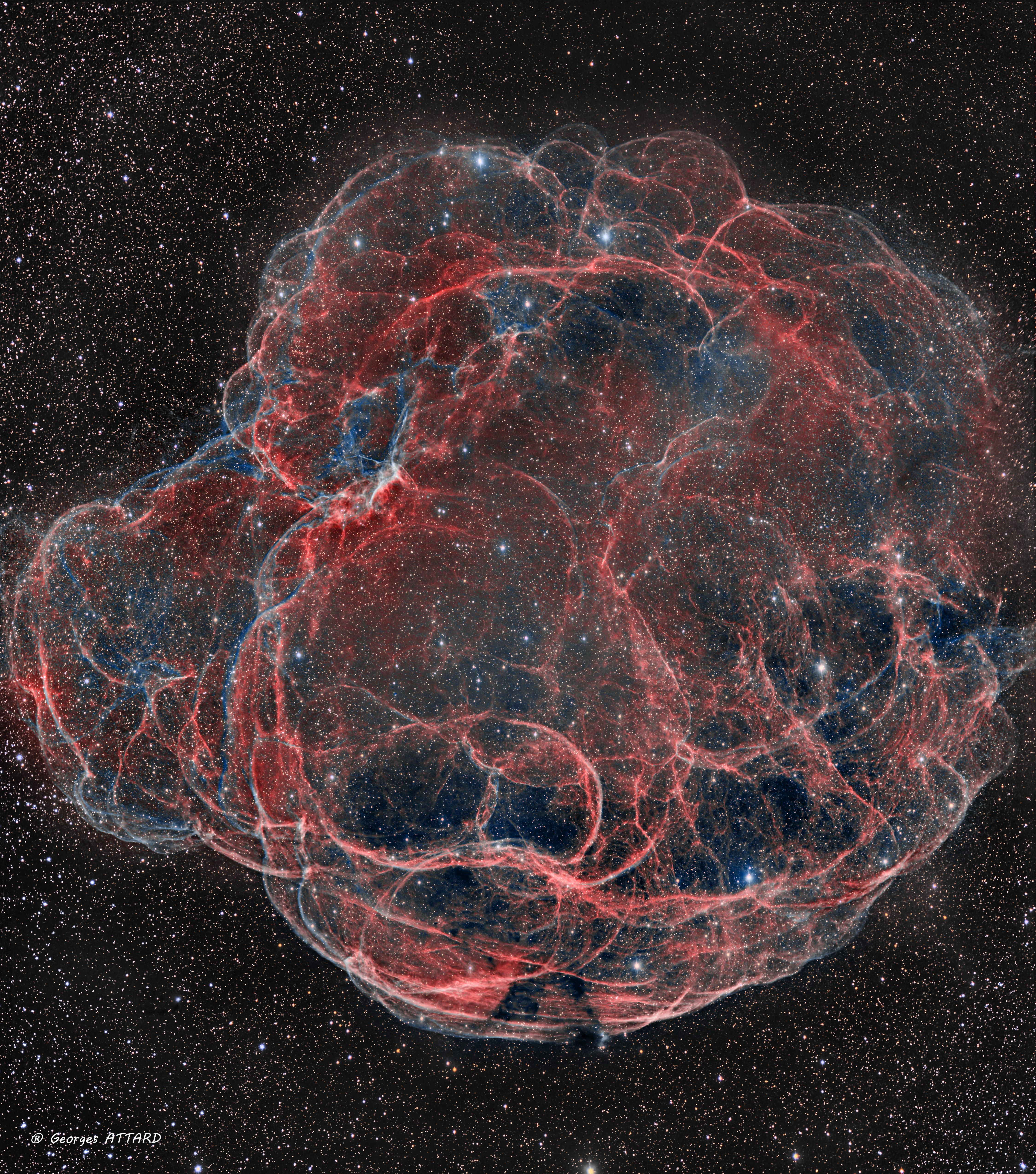

스파게티 성운(SNR G180.0-01.7 또는 샤프리스 2-240)으로도 알려진 시메이스 147은 은하계의 초신성 잔해(SNR)이다.
별자리인 오리가와 황소자리 사이를 가로지르고 있다.
1952년 25인치 슈미트-카세그레인식 망원경을 이용해 크림 천체물리학 관측소에서 발견돼 극도의 밝기 때문에 관측하기가 어렵다.
근접한 부위는 거의 구형 쉘과 필라멘트 구조로 상당히 크다. 잔존물의 겉보기 지름은 약 3도, 추정 거리는 약 3000(±350) 광년, 나이는 약 40,000년이다.
별의 폭발 후 펄사 PSR J0538+2817로 알려진 빠르게 회전하는 중성자별이 성운핵에 남겨져 강력한 무선신호를 방출했다고 생각된다.